# 老鼠白彫螺
老鼠白彫螺（学名：Vanikoro fenestrata）为白彫螺科白彫螺屬下的一个种。